# إذاعة مستغانم
إذاعة مستغانم هي إذاعة محلية بولاية مستغانم شمال غرب الجزائر تبث برامجها باللغة العربية على موجة أف أم"100.10". انطلق بثها بتاريخ 10 فبراير 2004.

## وصلات خارجية
- قائمة الإذاعات المحلية بالجزائر
- البث الحي